# Christian Knorr von Rosenroth

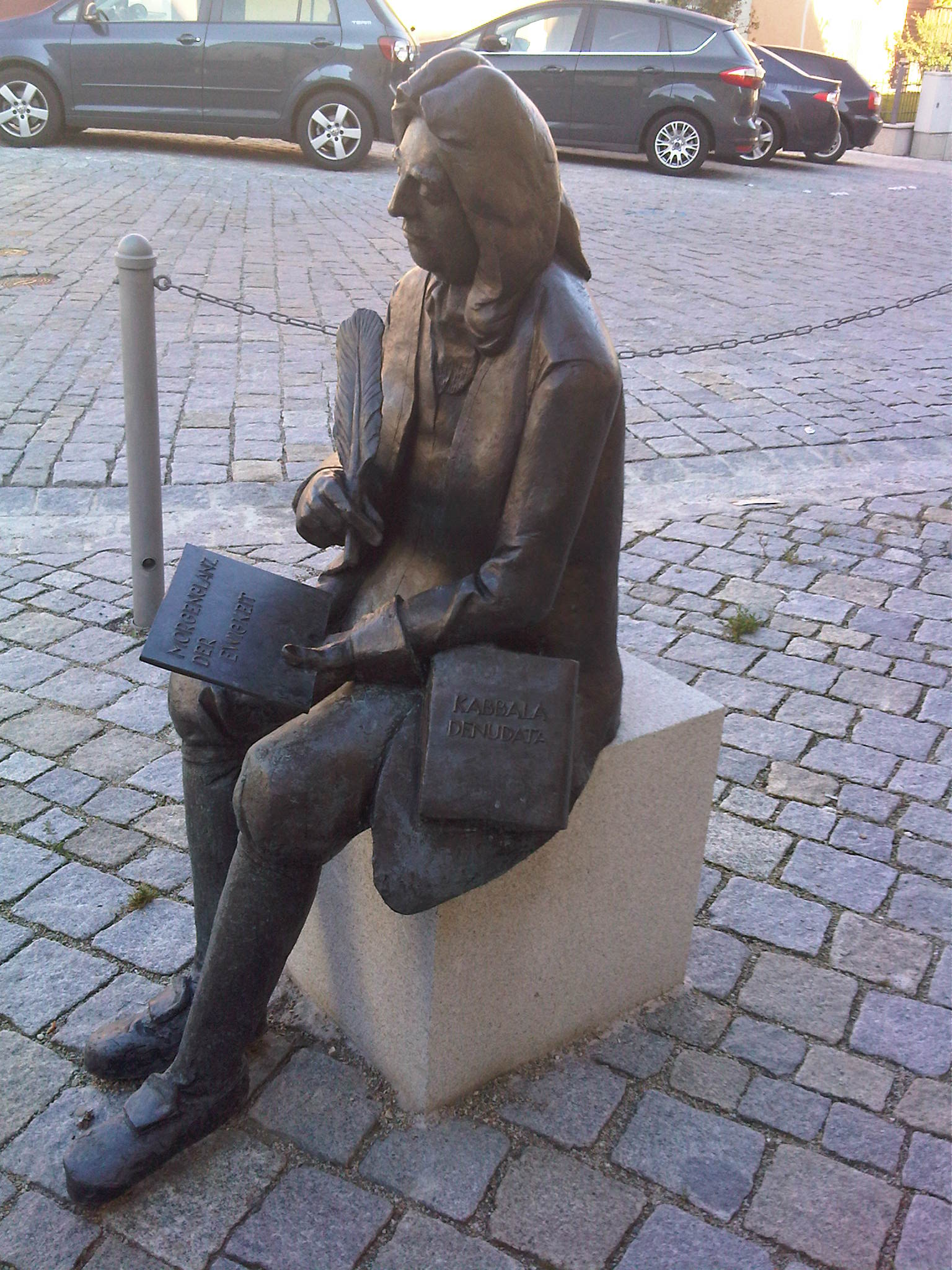
Skulptur Christian Knorr von Rosenroths in Sulzbach-Rosenberg, gestaltet von Peter Kuschel

Christian Knorr von Rosenroth (* 15. Juli oder 16. Juli 1636 in Alt Raudten, Herzogtum Wohlau; † 4. Mai oder 8. Mai 1689 auf Schloss Großalbershof bei Sulzbach (Oberpfalz)) war ein deutscher Polyhistor, Dichter, Schriftsteller und evangelischer Kirchenlieddichter.

## Leben

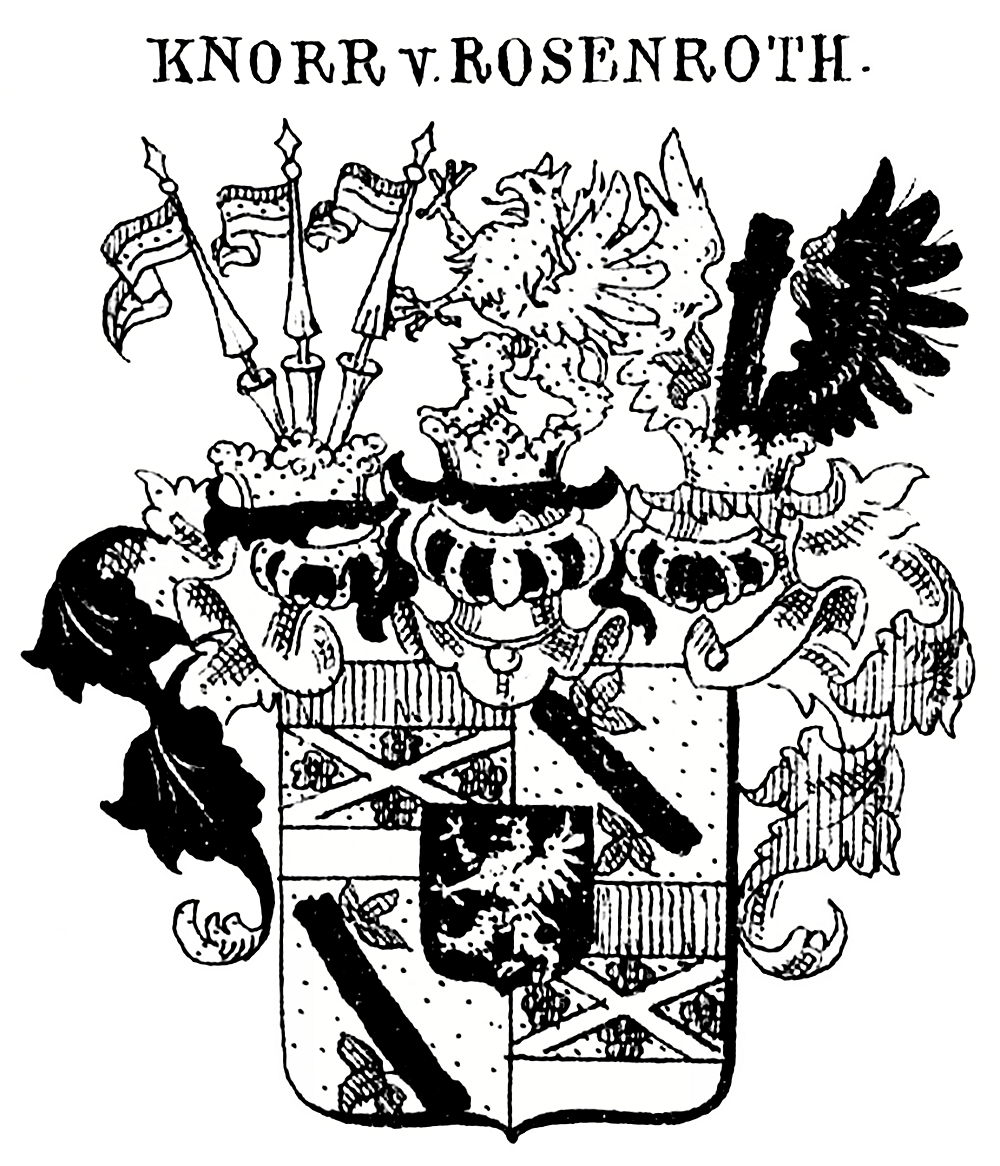
Wappen der Freiherren Knorr von Rosenroth

Christian Knorr von Rosenroth stammt aus dem schlesischen Adelsgeschlecht der Knorr von Rosenroth. Sein Vater war Abraham Benedikt Knorr von Rosenroth.
Knorr von Rosenroth besuchte die Lateinschule zu Fraustadt, dann das Pädagogium in Stettin und studierte ab 1651 in Frankfurt an der Oder und ab 1655 in Leipzig Theologie, Jura, Geschichte, Philosophie, klassische und moderne Sprachen und schloss die Studien 1660 als Magister mit einer Dissertation zur antiken Numismatik ab. In den folgenden Jahren betrieb er Privatstudien, vermutlich in Wittenberg, und bereiste von 1663 bis 1666 die Niederlande, Frankreich und England. In den Niederlanden fand er Kontakt zu christlichen Gruppierungen wie den Mennoniten, Theosophen und geistlich inspirierten Naturforschern. Meir Stern unterrichtete ihn in der Kabbala.
Lebensentscheidend für ihn wurde der Kontakt zu Franciscus Mercurius van Helmont, dem Sohn des berühmten Johan Baptista van Helmont, durch dessen Vermittlung er 1668 Hof- und Kanzleirat von Herzog Christian August zu Pfalz-Sulzbach wurde. Im gleichen Jahre wurde er von Kaiser Leopold I. in den Freiherrenstand erhoben. Unter Förderung von Christian Knorr von Rosenroth wurde um 1670 der Sulzbacher Musenhof etabliert, der auf die damalige Geisteswelt großen Einfluss hatte. 1671 machte van Helmont Christian Knorr von Rosenroth mit Leibniz bekannt. Ab 1687 war Knorr von Rosenroth Kanzleidirektor unter Christian August.

## Werk

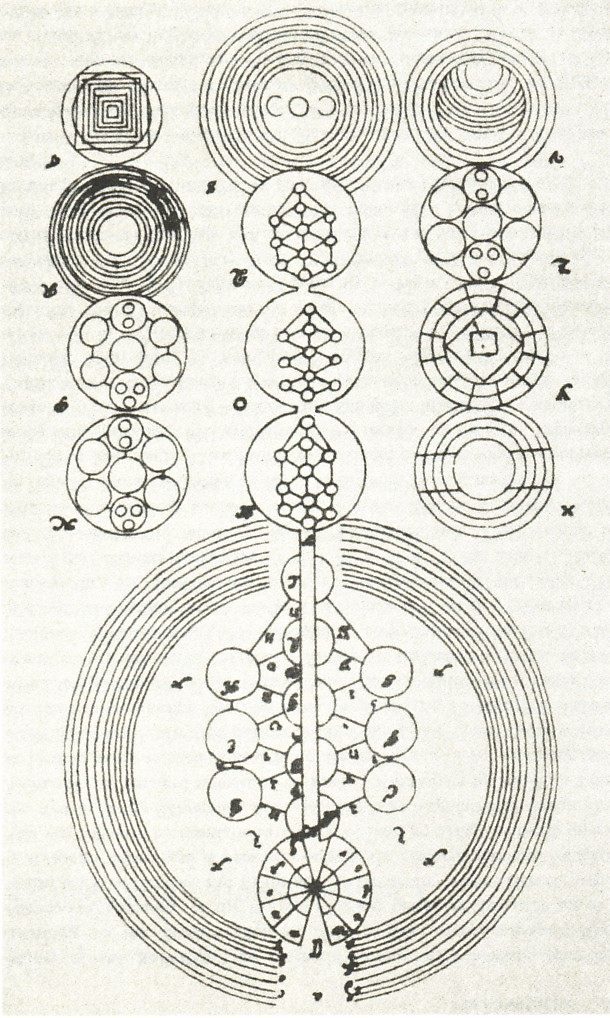
Darstellung der Sephiroth in der Kabbala Denudata

Knorr von Rosenroths Werk enthält Gelegenheitsdichtungen für den Sulzbacher Hof, Übertragungen von Sammlungen naturphilosophischer Werke, die er ausgiebig kommentierte. Die stärkste Wirkung erreichte seine Zusammenstellung von Schriften der jüdischen Mystik unter dem Titel Kabbala Denudata, mit der Knorr von Rosenroth den einheitlichen Ursprung von christlicher Lehre und Kabbala nachweisen wollte. Seine Übersetzungen ins Lateinische machten viele Texte der Kabbala nicht-jüdischen Gelehrten erst bekannt. Das Werk zeigt auch neuplatonische und naturphilosophische Einflüsse von Henry More.
Knorr von Rosenroth übersetzte unter anderem die Magia naturalis von Giambattista della Porta in Deutsche (erschienen 1680), die Ortus medicinae von Johan Baptista van Helmont (Aufgang der Arzney-Kunst 1683), die Pseudodoxia Epidemica von Thomas Browne (zusammen mit Enchiridion Physicae Restitutae von Jean D’Espagnet) und mit Mercurius van Helmont die Consolatio philosophiae von Boethius (Sulzbach 1677, Lüneburg 1697).
1677 ließ er anlässlich der Hochzeit von Leopold I. ein alchemistisches Theaterstück drucken (Conjugium Phoebi et Palladis).
Von den vielen Liedern, die Knorr von Rosenroth für private Familienangelegenheiten dichtete, ist das Lied Morgenglanz der Ewigkeit noch heute im kirchlichen Gebrauch.

## Familie
1668 heiratete Christian Knorr von Rosenroth in Regensburg Anna Sophia Baumgarten von Holenstein († 1696). Ihre Kinder waren:
- eine Tochter, die einen Freiherren von Schütz heiratete
- Baron Johann Christian Knorr von Rosenroth (* 22. September 1670, † 1. April 1716) war Legationsrat und Kammerjunker beim Herzog von Braunschweig-Wolfenbüttel. Er wurde ab 1705 Gesandter für das Fürstentum Braunschweig-Wolfenbüttel am Reichstag in Regensburg, wo er auch verstarb und am 3. April  1716 auf dem Gesandtenfriedhof bei der  Dreieinigkeitskirche begraben wurde. Dort erinnert ein Epitaph als Denkmal an ihn.
- Maria Johanna Knorr von Rosenroth[9] (* Juli 1673 in Sulzbach; † 16. Mai 1731 in Baden–Baden) ⚭ 11.9.1703 Johann Wilhelm Dürfeld

Der Jurist und Schriftsteller Christian Anton Philipp Knorr von Rosenroth ist sein Neffe.

## Schriften
- Apokalypse-Kommentar. Herausgegeben von Italo Michele Battafarano. Lang, Bern 2004, ISBN 3-03910-401-2.
- Kabbala Denudata Seu Doctrina Hebraeorum Transcendentalis Et Metaphysica Atqve Theologica. 1677–1684.
  - Band 1: Opus Antiquissimae Philosophiae Barbaricae variis speciminibus refertissimum.
    - Teilband 1 und 2: Apparatus cujus Pars prima, continet Locosi Communes Cabbalisticos, Secundum ordinem Alphabeticum concinnatos, Qui Lexici instar esse possunt; Pars secunda verò constat è Tractatibus variis, tam didacticis, quam Polemicis, post illius titulum enumeratis. Abraham Lichtenthaler, Sulzbach 1677 (Digitalisat der Bayerischen Staatsbibliothek).
    - Teilband 3 und 4: Apparatus In Librum Sohar Pars Tertia&Quarta. Abraham Lichtenthaler, Sulzbach / J.D. Zunner, Frankfurt am Main 1678 (Digitalisat der Bayerischen Staatsbibliothek).

  - Band 2: Liber Sohar Restitutus. Cuius contenta pagina versa monstrabit. Opus Omnibus genuinæ antiquitatis,&sublimiorum Hebraicæ gentis dogmatum indagatoribus, nec non Hebraicæ&Chaldaicæ linguæ,&in specie Idiomatis Terræ Israëliticæ, tempore Christi&Apostolorum usitati, Studiosis, aliisque curiosis utilissimum,&verè Kabbalisticum; cui adjecta Adumbratio Cabbalæ Christianæ ad captum Judæorum. Balthasar Christoph Wust, Frankfurt am Main (Digitalisat der Bayerischen Staatsbibliothek); Nachdruck: Olms, Hildesheim 1999, ISBN 3-487-05245-8.
- Conjugium Phoebi & Palladis, oder die erfundene Fortpflantzung des Goldes. Chymische Allegorie. Lichtentaler, Sultzbach 1677. Hrsg. Italo Michele Battafarano. Lang, Bern 2000, ISBN 3-906765-55-5.[10]
- Neuer Helicon mit seinen neun Musen. Das ist: Geistliche Sitten-Lieder, Von Erkäntnüs der wahren Glückseligkeit, und der Unglückseligkeit falscher Güter. Von einem Liebhaber Christlicher Übungen. Felßecker, Nürnberg 1699.

## Nachleben
Im Auftrag der Christian Knorr von Rosenroth-Gesellschaft gibt Rosmarie Zeller seit 1991 im Verlag Peter Lang die Zeitschrift Morgen-Glantz heraus.
In Sulzbach-Rosenberg finden seit 2007 die Knorr von Rosenroth-Festspiele statt, in deren Zentrum jeweils die Neuaufführung eines Theaterstückes von Knorr von Rosenroth stehen soll.

## Werk- und Literaturverzeichnis
- Gerhard Dünnhaupt: Christian Knorr von Rosenroth (1636–1689). In: Personalbibliographien zu den Drucken des Barock. Band 4. Hiersemann, Stuttgart 1991, ISBN 3-7772-9122-6, S. 2373–2384.